# House of D
House Of D (Delitos Menores en España, El Incomprendido Hispanoamérica) es una película estadounidense dirigida por David Duchovny y protagonizada por Anton Yelchin, Robin Williams, David Duchovny y Mark Margolis. La película se estrenó el 7 de mayo en el Tribeca Film Festival y en Estados Unidos el 15 de abril de 2005.

## Sinopsis
Drama donde conocemos la infancia de Tom, que va a la casa de su esposa el día que su hijo Odel cumple 13 años a intentar comenzar desde cero con ella, para lo cual le cuenta la historia de su infancia en Nueva York. En ese relato cuenta la historia a partir de la vida con su madre, que enviudó, y la manera en que él lo tuvo que afrontar, el hecho de trabajar y los problemas amorosos. Siempre acompañado por su amigo Papas, interpretado por Robin Williams: un adulto con retraso mental que trabaja como conserje en su escuela.

## Reparto
- David Duchovny - Tom (Adulto)
- Anton Yelchin - Tom (Joven)
- Robin Williams - Papas
- Téa Leoni - Mama de Tom
- Erykah Badu - Señora / Odelia
- Frank Langella - Rev. Duncan
- Zelda Williams - Melissa
- Mark Margoli - Padre de Papas

## Recepción
House of D, obtuvo una puntuación de 10% en Rotten Tomatoes con un consenso que calificó de "Una verdadera pero inepta historia." Recibió un 10.7 puntuación compuesta por los votantes en la Internet Movie Database. Box Office Mojo dio C +. Muchos críticos atribuyen la mala recepción al hecho de que Duchovny escribiera y dirigiera la película, lo que le daba una falta de dirección creativa e hizo que perdiera el foco.
- Datos: Q2550293
- Multimedia: House of D / Q2550293